# Tipula (Lunatipula) bifalcata
Tipula (Lunatipula) bifalcata is een tweevleugelige uit de familie langpootmuggen (Tipulidae). De soort komt voor in het Nearctisch gebied.